# Shyriaieve (huyện)
Huyện Shyriaieve (tiếng Ukraina: Ширяївський район, chuyển tự: Shyriaieves'kyi raion) là một huyện của tỉnh Odessa thuộc Ukraina. Huyện Shyriaieve có diện tích 1502 km², dân số theo điều tra dân số ngày 5 tháng 12 năm 2001 là 29754 người với mật độ 20 người/km2. Trung tâm huyện nằm ở Shyriaieve.